# Чхонджу (аэропорт)
Международный аэропорт Чхонджу (кор. 청주국제공항?, 淸州國際空港?, романизация: Cheongju Gukje Gonghang, романизация Маккьюна — Райшауэра: Ch'ŏngju Kukche Konghang) (ИАТА: CJJ, ИКАО: RKTU) — южнокорейский аэропорт совместного базирования, расположенный в пригороде Чхонджу и обслуживающий коммерческие авиаперевозки городов Чхонджу и Тэджон.
На территории аэропорта базируется 17-е истребительное крыло Военно-воздушных сил Республики Корея.

## Общие сведения
В 1978 году на территории будущего аэропорта начала действовать военно-воздушная база ВВП Республики Корея, а спустя шесть лет рядом с военными объектами начались работы по строительству инфраструктуры коммерческого аэропорта. Возведение гражданских объектов было завершено в декабре 1996 года, деятельность международного аэропорта Чхонджу стартовала 28 апреля следующего года.
Пропускная способность аэропорта составляет 1,23 миллионов пассажиров в год на внутренних авиалиниях и 1,15 миллионов человек на линиях международных направлений. Порт рассчитан на ежегодное обслуживание 196 тысяч взлётов и посадок гражданских самолётов.
В настоящее время международные маршруты из аэропорта представлены рейсами в Китай, Таиланд и Японию, значительная часть пассажирского потока при этом приходится на чартерные перевозки.

## Парковка
Напротив здания пассажирского терминала международного аэропорта Чхонджу расположена автомобильная стоянка, рассчитанная на 1100 мест. Режим работы автостоянки: с 06:30 до 22:00 местного времени.